# Wilma Rudolph
Pour les articles homonymes, voir Rudolph.
Wilma Glodean Rudolph, née le 23 juin 1940 à Clarksville, dans le Tennessee, et morte le 12 novembre 1994 à Brentwood, dans le Tennessee, est une athlète américaine. Elle fut triple médaille d'or des Jeux olympiques d'été de 1960 à Rome, sur 100, 200 mètres et relais 4 × 100 mètres. Elle a également détenu les records du monde de ces trois disciplines.
Elle est encore considérée comme celle ayant eu « la plus grande influence pour toutes les athlètes noires américaines » en ayant montré aux sceptiques l'intérêt du sport féminin et de l'élan qu'elle a suscité au sein de la jeunesse noire féminine à pratiquer son sport.

## Biographie
Wilma Glodean, vingtième d'une famille de vingt-deux enfants, est née prématurée dans le ghetto noir de Bethlehem à Clarksville. Issue d'une famille modeste, son père est porteur de bagages à la gare, sa mère femme de chambre, elle connaît une enfance marquée par les maladies : double pneumonie, scarlatine, et surtout par une poliomyélite qui devait la priver de l'usage normal de sa jambe gauche. Vivant dans une ville du Sud à une époque de ségrégation, elle ne peut être soignée dans l'hôpital de la ville, réservé aux Blancs. Munie une prothèse métallique à la jambe gauche pour pouvoir se déplacer, elle est ainsi conduite par sa mère deux fois par semaine à l'hôpital de Nashville pour y recevoir un traitement à base d'eau et de chaleur. Elle est également l'objet de soins complémentaires par sa famille pour lui administrer les quatre massages quotidiens nécessaires à son traitement. Sa mère a appris aux deux aînés de la famille comment masser Wilma.
Grâce aux soins que lui prodigue sa famille, elle parvient à l'âge de 11 ans à retirer ses chaussures orthopédiques et à marcher normalement. Elle se lance alors dans la pratique sportive pour endurcir sa jambe et combler ses années de frustration à regarder ses frères et sœurs. Elle rejoint l'équipe locale de basket et se retrouve sélectionnée dans l'équipe de son collège. Avec 805 points en 25 matchs, elle est vite repérée et réorientée vers la course à pied. Surnommée Skeeter (« Moustique ») par son entraîneur de basket (« You're little, you're fast and you always get in my way », « Tu es petite, rapide et toujours sur mon chemin »), elle est invitée par l'entraîneur des « Tigerbelles » de l'université d'État du Tennessee, Ed Temple (en), à participer à un camp d'été.
Elle est encore en « high school », à « Burt High School » lorsqu'elle parvient, à l'âge de 16 ans, à intégrer l'équipe du 4 × 100 mètres des Jeux de Melbourne et décroche sa première médaille, de bronze, avec le relais.
En 1958, elle rejoint enfin les « Tigerbelles », université qui possède l'un des plus beaux palmarès du sport universitaire américain en athlétisme. Ed Temple, qui donne beaucoup de sa personne, conduisant ses athlètes sur les lieux de compétition, s'occupant du tracé des pistes, et également exigeant envers ses athlètes : chaque minute de retard à l'entraînement se paye par un tour de piste en plus.
Sélectionnée aux Jeux panaméricains de 1959 à Chicago, elle est médaillée d'argent sur 100 m, s'inclinant devant sa compatriote Lucinda Williams, et médaillée d'or au relais.
Lors des championnats des États-Unis, le 9 juillet 1960, à Corpus Christi (Texas), Wilma Rudolph bat le record du monde du 200 mètres et devient la première femme à descendre sous les 23 s avec un temps de 22 s 9. Elle remporte également le 100 m en 11 s 5, ce qui égale le record national. Une semaine plus tard, à Abilene, elle réalise à nouveau le doublé 100/200 aux Sélections olympiques américaines, avec encore 11 s 5 sur 100 m, et 23 s 9 sur 200 m, nouveau record de la compétition.

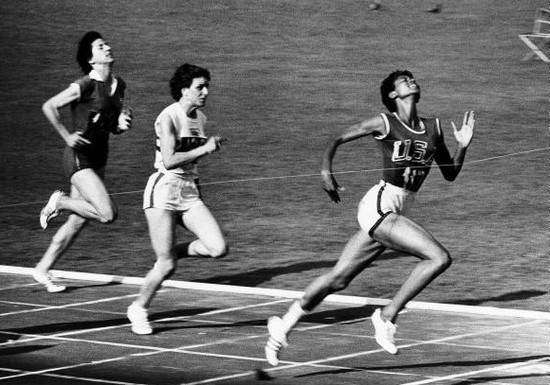
Wilma Rudolph remporte le 100 mètres des Jeux olympiques de Rome.

Aux Jeux olympiques de 1960 à Rome, elle domine comme jamais les épreuves de sprint. Lors des demi-finales du 100 mètres, elle bat le record olympique et égale le record du monde avec un temps de 11 s 3. En finale, son chrono de 11 s n'est pas homologué à cause du vent favorable (2,47 m/s), mais elle remporte facilement l'or olympique avec 3 mètres d'avance sur ses concurrentes. Aux même Jeux, elle décroche également l'or sur 200 mètres (24 s 0) et l'or sur 4 × 100 mètres (44 s 5). Ce dernier relais est composé de quatre filles des Tigerbelles, Martha Hudson, Lucinda Williams, Barbara Jones et Rudolph. Après avoir établi un record du monde, en 44 s 4 en séries, les Américaines sont proches de perdre la course après un mauvais passage de relais entre la troisième relayeuse, Barbara Jones, et Rudolph. Celle-ci, malgré une cheville bandée, comble un retard de 2 mètres puis dépasse l'Allemande Jutta Heine,.
Elle remporte également une victoire en dehors des pistes : pour commémorer ses trois titres olympiques, elle oblige le gouverneur du Tennessee Buford Ellington (en), ségrégationniste , et la ville de Clarksville à organiser un événement ouvert à tous, quelles que soient leurs origines.
Durant la saison 1961, elle égale à nouveau le record du monde du 100 mètres au cours d'un match États-Unis - URSS à Moscou, et améliore celui du relais en 44 s 3.
Quelques jours plus tard, le 19 juillet 1961 à Stuttgart, elle établit un nouveau record du monde sur 100 m en 11 s 2,.
Au sommet de son art, Wilma Rudolph met un terme à sa carrière sportive en 1962, après une rencontre États-Unis-URSS où elle remporte deux courses pour se consacrer à l'éducation de ses enfants. Elle occupe alors un poste d'institutrice.
En 1967, elle est victime d'un grave accident de voiture. Elle s'installe à Chicago où elle est responsable du programme d'éducation sportive pour les jeunes filles noires.
En 2014, elle est intronisée au Temple de la renommée de l'IAAF.

## Vie privée
Wilma Rudolph est mère de quatre enfants, Yolanda née en 1958, Djuanna en 1964, Robert Jr. en 1965 et Xurry en 1971.
Elle a été mariée à deux reprises, dont son mariage avec Robert Eldridge, qu'elle a rencontré en « high school » en 1963. Wilma a également divorcé à deux reprises, élevant seule ses quatre enfants.
Après la mort de son père en 1961, sa mère meurt en 1994. Peu de temps après, en juin, on lui diagnostique un cancer du cerveau et de la gorge. Elle meurt le 12 novembre 1994 à l'âge de 54 ans.

## Palmarès

### Jeux olympiques
- 1956 :  médaille de bronze du relais 4 × 100 mètres
- 1960 :    médailles d'or de 100 mètres, 200 mètres et relais 4 × 100 mètres

### Jeux panaméricains
- 1959 à Chicago :  Médaille d'argent du 200 mètres,  médaille d'or au relais 4 × 100 mètres

### Records du monde
- 100 mètres : 
  - 11 s 3 1960, record de l'Australienne Shirley Strickland égalé
  - 11 s 2 le 19 juillet 1961 à Stuttgart
- 200 mètres : 
  - 22 s 9 le 7 juillet 1960 à Corpus Christi[16].
- relais 4 × 100 mètres : 44 s 5 (1960)

## Distinctions personnelles
- Désignée sportive de l'année par le magazine Associated Press en 1960 et 1961
- Introduite au Temple de la renommée de l'athlétisme des États-Unis en 1974[17]
- Récompensée du James E. Sullivan Award en 1961
- Introduite au National Women's Hall of Fame
- Première à être récompensée du President Clinton's National Sports Award en 1993[4].

## Sources
- Les 20 plus belles histoires du sport, Patrick Guillou, CLD éditions  (ISBN 2-85443-499-4)
- 100 champions pour un siècle de sport, Benoît Heimermann, Raymond Pointu, l'Équipe  (ISBN 2-9512031-2-8)
- Wilma Unlimited: How Wilma Rudolph Became the World's Fastest Woman, Kathleen Krull (en), Harcourt Children's Books; Library Binding edition, avril 1996,  (ISBN 0-15-201267-2)
- La fabuleuse histoire de l'Athlétisme, Robert Parienté et Alain Billouin, Paris, Minerva, 2003  (ISBN 2-8307-0727-3)